# Calamares (Software)
Calamares ist ein freies und quelloffenes Framework, um Installationsprogramme für Linux-Distributionen zu erstellen.

## Merkmale
Der distributionsübergreifende Ansatz hat das Ziel, redundante Programmierarbeit einzusparen. Ein modulares Baukastenprinzip erlaubt es, den Installer für Distributionen individuell zu konfigurieren. Auch die Optik kann dabei angepasst werden. Es basiert auf der Qt-Bibliothek und verwendet Bibliotheken des KDE Partition Managers. Seit Version 2.0 kann auch die Erstkonfiguration nach der Installation automatisiert werden. Ab Version 2.3 wird die Festplattenverschlüsselung mit LUKS unterstützt. Mit Version 3.1.3 wurden Übersetzungsmöglichkeiten verbessert.

## Konfiguration
Calamares ist durch eine Kombination aus Codemodulen und integrierten Tools konfigurierbar. Distributionsentwickler können Calamares ihr eigenes Branding und ihre eigene Konfiguration hinzufügen. Einige Distributionshersteller belassen das Installationsprogramm jedoch bei seinem Standard-Look-Feel und den Standardoptionen.